# Furkapasset
Furkapasset (2.429 m.o.h.) er et højt bjergpas i de Schweiziske alper som forbinder byerne Gletsch i kanton Valais med Realp i kanton Uri.
Furka-Oberalp-Bahn gennem Furka Basistunnelen går gennem passet. Et biltog Matterhorn Gotthard Bahn går under passet. Basistunnelen åbnede i 1982 og afløste en tunnel i  2.100 meters højde, som var en jernbanetunnel gennem passet færdiggjort i 1916.
Floden Rhône udspringer tæt ved Furkapasset. Vejen blev bygget af strategiske militære årsager og var den længste pasvej i Schweiz, da den blev åbnet i 1866. Udgangspunktet for passage af passet er landsbyerne Realp i 1.538 m.o.h. i Urseren-dalen og Gletsch i Obergoms-regionen i 1.759 m.o.h., hvor Grimselpasset også begynder fra.

## Galleri
- Furkapass Strasse med floden Rhône synlig i dalen
- Furkapasset set fra Grimselpasset
- Udsigt mod Grimselpasset
- Udsigt mod Furka og Rhône-gletsjeren
- Udsigt fra Furka mod byen Realp

## Historie
Passet har været benyttet siden bronzealderen. I 1866 tiltrak nyanlagte veje tusindvis af turister, der kom for at opleve den unikke alpine panorama og Rhône-gletsjeren. I 1914 rejste 19.102 mennesker over passet. I 1921 overtog de gule postbusser fra hestevognene. Furka-Oberalp jernbanen mellem Oberwald og Realp åbnede i 1926 og skænkede Furkapasset en ny turistattraktion. Denne blev senere lukket i 1982, da Furka-basisbanetunnelen blev åbnet. Entusiasme og hårdt arbejde fra private dampbanefolk har gjort det muligt igen at opleve det nostalgiske damptog i dag (2019).